# Империум (Warhammer 40,000)
Империум Человечества (англ. Imperium of Man, гот. Imperium Hominis) — государственное образование вымышленной вселенной Warhammer 40,000. Включает миллионы планет, точное число которых неизвестно. Центр Империума — планета Терра — место пребывания покалеченного тела Императора человечества.

## История
В XXII веке человечество колонизировало Марс и начало отправлять экспедиции к другим звёздам. Но расширение человеческой цивилизации шло медленно до открытия параллельного пространства, состоящего из психической энергии разумных существ — варпа, позволяющего путешествовать благодаря тому, что пространство и время варпа искажено. Много тысяч лет люди проводили колонизацию космоса, одновременно столкнувшись с другими расами — эльдарами и орками. Так продолжалось до 25-го тысячелетия, после которого гедонизм и разврат, в котором погрязла раса эльдар, породил бога Хаоса Слаанеш и, как следствие, сильнейшие возмущения в варпе, что сделало невозможными межзвёздные путешествия. В результате, из-за прекращения торговли и сообщения между человеческими мирами, империя людей рухнула и человечество на пять тысячелетий погрузилось в анархию и раздор.Спустя пять тысячелетий человечеству явил себя будущий Император человечества. Новая Империя людей возникла в ходе священного крестового похода. Войска, ведомые Императором и его сыновьями-примархами, принесли человечеству власть Императора. Примархи (англ. Primarch) — генетически усиленные люди, созданные из ДНК Императора в генетических лабораториях Святой Терры (Земли) как вассалы Императора, планировавшего сделать их своей опорой в будущем Крестовом походе и экспансии человечества.
Экспансия новорождённой империи закончилась гражданской войной, известной как Ересь Хоруса. Для продолжения крестового похода с целью вернуть в лоно Империума все планеты человечества, Император Человечества назначил примарха Хоруса Воителем — командующим войсками. Это решение вызвало недовольство ряда Примархов. Примарх XVII легиона Несущих Слово Лоргар поклонялся Императору как богу, что не понравилось последнему, и Император приказал примарху Робауту Жиллиману уничтожить столицу родной планеты Лоргара — Монархию. Примарх XVII легиона впал в депрессию, выбраться из которой помог Первый Капеллан Эреб, рассказавший о Богах Хаоса. Лоргар поклялся в верности Губительным Силам и отдал приказ о совращении Хоруса. Эреб украл Анафем — Меч Нургла, и подложил губернатору на Давине. Хорус был смертельно ранен, и во время комы, бог Хаоса Тзинч, искушая Хоруса, послал тому картины будущего, где Воитель будет забыт, а Императора почитают в роли единого божества. Хорус дал присягу силам Хаоса, руководствуясь, как он считал, благими намерениями — спасением жителей Империума от грядущей авторитарной теократии. Обернувшись против Императора, Хорус склонил на свою сторону семерых братьев-примархов, положив конец Великому Крестовому походу Императора. При нападении на Терру Хорус был убит Императором, а Император получил тяжёлые ранения. Однако Император не погиб, но был заключён в Золотой Трон, непрерывно поддерживающий его жизнь, а отколовшиеся легионы отступили в ряды Хаоса. Как с иронией отмечает «Мир Фантастики», видение, насланное богами Хаоса, сбылось — благодаря действиям Хоруса.
В этой обстановке и начинает разворачиваться действие Warhammer 40,000. Империя погружена в непрерывную войну с бесчисленными врагами человечества: адептами Хаоса, орками и тёмными эльдарами. Через тысячи лет после Ереси Хоруса появились новые враги: новорождённая империя Тау, некроны и тираниды.

## Структура Империума
Бог-Император человечества — человек, наделённый богоподобной мощью, объединивший всё человечество своим именем. Будучи могущественным правителем Империи людей, Бог-Император Человечества был искалечен во время событий Ереси Хоруса и с тех времён остаётся прикованным к Золотому Трону, не являясь ни полностью живым, ни мёртвым.
Высшие Лорды Терры — двенадцать высших правителей Терры, орган коллегиального управления Империумом. Первые двенадцать лордов были избраны Императором незадолго до того, как он перестал общаться со своими подданными. Высшие лорды обладают абсолютной личной неприкосновенностью. Де-юре, все двенадцать Высших Лордов являются лишь наместниками и представителями Императора, правящими от его имени. Высшим Лордом можно стать лишь в результате сложных интриг внутри своей организации, причём зачастую эти интриги включают в себя тайные убийства, шантаж и подкуп. Высший лорд Гог Вандир, Экклезиарх Адептус Министорум, ввёл Империум в Эру Отступничества в 36 тысячелетии.
Адептус Терра, также известные как Духовенство Земли — центральная организация Империи людей, к ней принадлежит большинство других официальных отделов и организаций. Только Экклезиархия и Инквизиция формально не являются частью Адептус Терра. Адептус Терра является скорее номинальным объединением, а не организацией как таковой, поскольку каждое её подразделение действует в основном совершенно автономно.

### Экклезиархия

Экклезиархия (Адептус Министорум) — часть Империума, представляющая собой церковь, проповедующую поклонение Божественному Императору. Под управлением Экклезиархии находятся несколько планет. Такие планеты называют священными мирами, они являются местами массовых паломничеств. Оставаясь средоточием власти Экклезиархии, и целью для бесчисленных паломников, они также служат военными базами для операций орденов Сестёр битвы — войск защиты священных планет. Церковь возглавляется эклезиархом. Эклезиарху подчиняются Сёстры битвы и следящие за паломничеством миссионеры Миссионерус Галаксиа. Экклезиархия делит Галактику на приходы во главе с дьяконами; уровнем выше образованы диоцезы, возглавляемые архидьяконами и кардиналами. Возглавляют церковь два синода — на Священной Терре и на Офелии IV, именно они выбирают Экклезиарха. Кардиналы, входящие в Святые Синоды, разделяются на три ранга, в зависимости от того, из какого диоцеза они происходят.

### Инквизиция

Лорд Инквизиции Торквемада Котез наносит удар

Инквизиция (англ. Inquisition) действует как тайная полиция Империума, борющаяся с любыми врагами и опасностями, внешними или внутренними, которые могут ему угрожать. Инквизиторы, как правило, наделены чрезвычайными полномочиями действовать непосредственно от лица Бога-Императора и сами по себе олицетворяют закон Империума. В литературе они описываются, как правило, как люди чрезвычайно могущественные, умные и одарённые. Для ведения боевых действий Инквизиция имеет собственные войска — Караул Смерти у Ордо Ксенос, Сёстры битвы у Ордо Еретикус, орден Космодесанта «Серые Рыцари» у Ордо Маллеус, и некоторые другие. Кроме того, в полномочия Инквизиторов входит возможность требовать помощи и содействия любых организаций Империума — Имперской гвардии и флота, орденов Космодесанта, планетарных администраций и т. д.
В компьютерных играх серии Warhammer 40,000: Dawn of War не раз упоминалась Инквизиция как сила, противодействующая Хаосу. Некоторые её отряды доступны для игры за разные расы. В основном в играх этой серии при выборе Космического Десанта как играющей стороны игроку доступен отряд Серых Рыцарей из Ордо Маллеус: они эффективны как в ближнем, так и дистанционном бою особенно против демонов Хаоса. При достаточно большом расстоянии от противника они могут разогнаться и на высокой скорости атаковать противника, с высокой долей вероятности уничтожая бойцов его отряда или сбивая с ног выживших. Также они могут использовать свои псайкерские способности, чтобы создать на определённой территории бурю, наносящую урон всем, кто оказывается в зоне её действия. Игра Warhammer 40,000: Dawn of War — Soulstorm включила в список рас, доступных игроку, и Сестёр битвы из Ордо Еретикус. Игроку доступны для управления различные отряды Сестёр, отряды Кающихся сестёр и отряды бронетехники. В качестве командиров игроку доступны Миссионеры, Исповедник и Канонисса, обладающие своими уникальными способностями. Доступны многочисленные пользовательские модификации для Dawn of War, внедряющие в качестве отдельной расы подразделения Инквизиции. Главной героиней игры Warhammer 40,000: Dawn of War II — Retribution в кампании за Имперскую гвардию является Леди-Инквизитор Адрастия из Ордо Еретикус, которая отправляется в подсектор Аврелия, чтобы уничтожить продавшегося Хаосу бывшего магистра Кровавых Воронов Азарию Кираса.

### Сёстры битвы
Сёстры битвы (англ. Sisters of Battle), или Адептус Сороритас (гот. Adepta Sororitas) — военно-религиозная женская организация. Являются единственным боевым подразделением государственной церкви.

### Имперская гвардия
Имперская гвардия (англ. Imperial Guard), с 2014 года известная как Астра Милитарум (англ. Astra Militarum), сокращённо ИГ или IG — вооружённые силы Империума, состоящие из пехотных и бронетанковых полков. Имперская гвардия является гигантской военной организацией, состоящей из триллионов мужчин и женщин, поддерживаемых миллионами единиц бронетехники из тысяч различных планет и звёздных систем. В общем и целом в Имперскую гвардию входят в основном пехотные полки, вооружённые и защищённые легко (хотя есть специальные подразделения, оснащённые тяжёлым оружием и хорошо защищённые), а также полки бронетехники, оснащённые самыми мощными танками и бронетранспортёрами.
Имперская гвардия впервые была представлена в настольных играх как играбельная сторона в журнале White Dwarf (выпуск 109, январь 1989). В апреле 2014 года после шестого издания игры Имперская гвардия предстала в обновлённом виде, получив своё современное название «Астра Милитарум». С выходом серии компьютерных игр Warhammer 40,000: Dawn of War и последующих дополнений к ней популярность Гвардии стала расти, поскольку в них можно было сыграть полноценную партию за гвардию. Прототипом почти каждого полка Имперской гвардии, упомянутого в настольных или компьютерных играх, стала историческая армия той или иной эпохи.

### Космический десант
Космический десант (англ. Space Marines), также известные под именем Адептус Астартес (англ. Adeptus Astartes), среди фанатов также называемые Космодесант или Космодесантники — организация генетически модифицированных суперсолдат, избранных, чтобы служить человечеству. Космодесантники являются главными героями в каждом издании настольных игр Warhammer 40,000, во множестве книг по этой вселенной и во многих компьютерных играх Warhammer 40,000, а особую славу им принесли игры серии Dawn of War и Dawn of War II, где главными героями выступали космодесантники ордена «Кровавые Вороны». Образ космических десантников в значительной мере вдохновлён более ранними произведениями научной фантастики, такими как мобильная пехота из романа Роберта Хайнлайна «Звёздный десант», сардаукарами из романа «Дюна» и, в особенности, настольной игрой Laserburn, более ранним творением создателя всего сеттинга Брайана Анселла. Считается, что образ Космодесантников оказал влияние и на серию игр StarCraft, в которой похожий внешний вид получили морпехи и огнемётчики; вместе с тем структура войск терранов в StarCraft абсолютно отличается от Космодесанта, что исключает версию о плагиате.
В настольных играх по Warhammer 40,000 всегда присутствуют Космодесантники. В связи с их индивидуальной мощью при различных лимитах армии Космодесантников всегда оказываются малыми по численности, поэтому игрок может провести партию с небольшим, но эффективным отрядом. Индивидуальные юниты не являются строго специализированными и могут заменить друг друга, чтобы исправить ошибки. Однако их защита снижает их манёвренность по сравнению с другими расами. В целом они являются идеальными для новичков.
Как правило, Космодесант в силу своей популярности внутри вселенной нередко подвергается критике. Так, с логической точки зрения подвергаются сомнению тактика и оружие воинов, а с научно-технической — эффективность оружия с реактивными боеприпасами и сама возможность дополнения и модификации человеческого тела. Как воплощение средневековых религиозных стандартов они также попадают под критику, как со стороны православных, так и мусульманских богословов (которые ошибочно даже приписывают Космодесант к средневековым рыцарским орденам). Однако журналисты отмечают и новаторство при создании и реализации деталей.

## Вооружение
Карающий Меч, также называемый Гибельный Клинок (англ. Baneblade) — сверхтяжёлый танк, состоящий на вооружении Имперской гвардии. Помимо настольных игр Warhammer 40,000 и Epic, танк фигурирует в качестве доступных игроку боевых единиц в компьютерном варгейме Warhammer Epic 40,000: Final Liberation, а также в играх Warhammer 40,000: Dawn of War — Winter Assault, Warhammer 40,000: Dawn of War — Dark Crusade и Warhammer 40,000: Dawn of War — Soulstorm. В вымышленной вселенной танк представлен как многоцелевая машина, способная эффективно бороться с пехотой, легкобронированными и тяжело бронированными целями, укреплениями и низколетящими воздушными целями. На базе шасси танка производится большое количество машин различного назначения, а на основе конструкции и отдельных узлов — некоторые полностью новые разработки аналогичного класса.

Рисунок танка «Гибельный клинок» из журнала Imperial Armour

Бронетранспортёр «Носорог» (англ. Rhino) — многоцелевая модульная машина, используется по всему Империуму, но наиболее распространена как транспорт Космического десанта. Шасси машины является базой для множества образцов военной техники Империума. Бронетранспортёр «Носорог» стал маскотом и одной из центральных фигур рекламной кампании издательства THQ по продвижению компьютерной игры Warhammer 40,000: Dawn of War II. Издательством был развёрнут и реализован проект по созданию на базе экземпляра британского бронетранспортёра FV432 полномасштабного ходового макета «Носорога», который был продемонстрирован широкой публике 14 сентября 2008 года на выставке Games Workshop Games Day 2008; позднее также была отдельно продемонстрирована сопоставимая с базовой машиной проходимость макета.
Танк «Леман Русс», в других переводах также известный как Леман Расс, — самый тиражируемый танк военных сил Империума, названный в честь примарха шестого легиона космического десанта, Космических Волков. Танк отличался мощной бронёй (особенно на лобовой части корпуса), высокой огневой мощью, а также довольно высокой мобильностью. Танк очень устойчив, прочен, надёжен и неприхотлив (двигатели Леман Русса были способны работать практически на любом топливе). На базе конструкции этого танка создана целая серия боевых машин.
Танк «Тифон» — тяжёлый осадный танк, использовавшийся космодесантом в годы Великого крестового похода и Ереси Хоруса. Был назван в честь древнегреческого великана, сына Геи и Тартара, имевшего сто голов драконов, тело человека и змеями вместо ног. Был спроектирован механикумами Марса совместно с Пертурабо, примархом четвёртого легиона космодесанта, Железных Воинов. Среди Железных Воинов «Тифон» и получил наибольшую популярность. Представлял собой гусеничное осадное орудие, оснащённое пушкой «Молот ужаса», огромная огневая мощь которой легко могла разрушать даже самые прочные крепостные стены. После Ереси Хоруса технология создания «Тифонов», вероятно, была утеряна.